# Martin Grulich

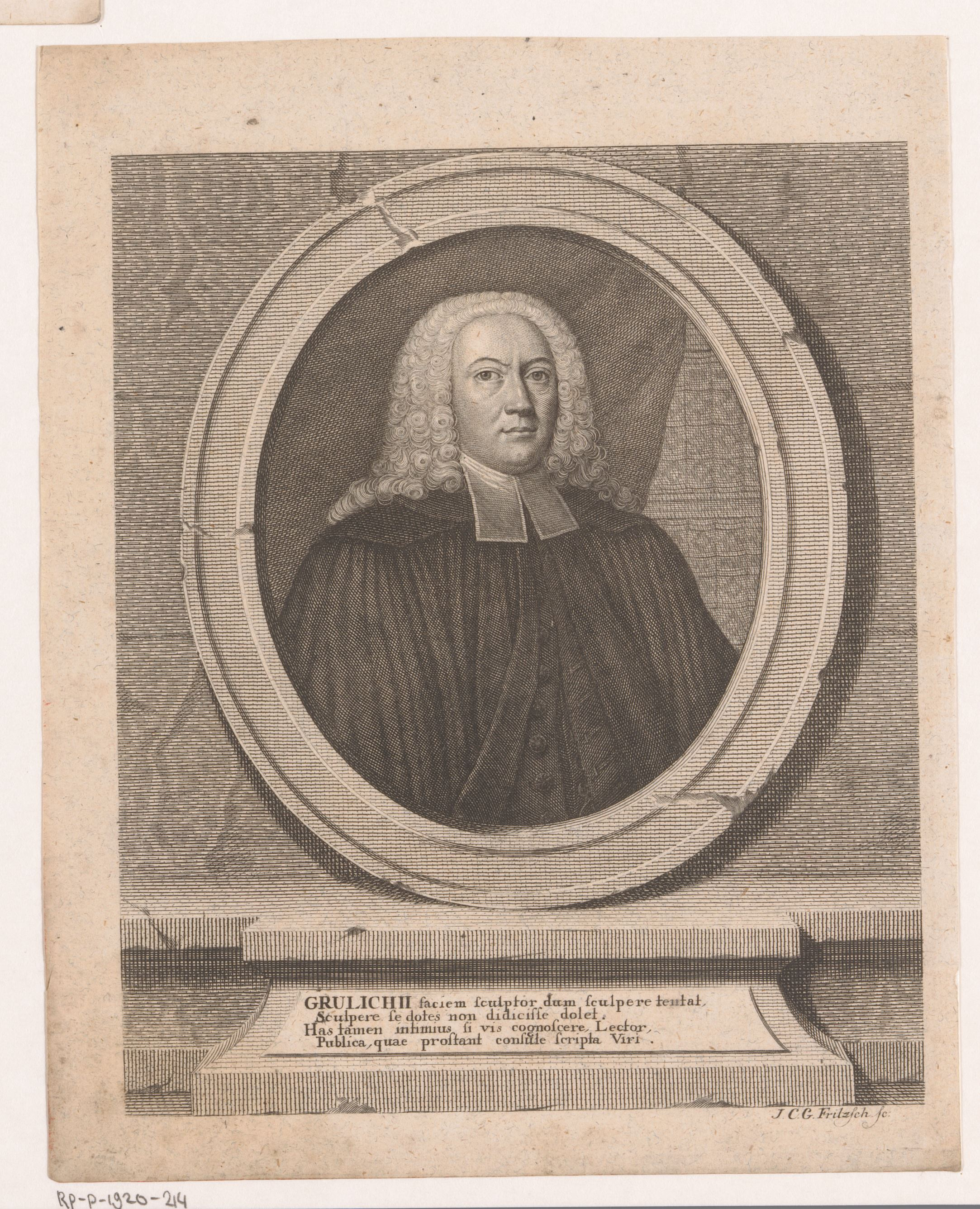
Martin Grulich

Martin Grulich (* 11. November 1694 in Lottin bei Neustettin in Hinterpommern; † 30. November 1772 in Torgau), auch Gruhlich, Pseudonym: Macarius Gregorius und Magister Thomasius war ein deutscher evangelischer Theologe. 

## Leben
Er wurde als Sohn des Pfarrers Johannes G. geboren. Nach dem Privatunterricht beim Vater besuchte er drei Jahre die Schule in Bublitz/Köslin und sodann das Gymnasium in Stettin. 1713 begann Grulich ein Theologiestudium an der Universität Wittenberg, welches er zeitweise an der Universität Leipzig weiterführte. 1718 wechselte er in die Dienste von Friedrich August II. von Sachsen. Die erste Pfarrstelle übernahm Grulich 1728 in Mittweida. Hier ging er die Ehe mit Christiane Concordia Stoll ein, in der mehrere Kinder geboren wurden. Am 17. Oktober 1731 erwarb er in Wittenberg den akademischen Grad eines Magisters, um daraufhin die Predigerstelle in Freiberg an der Petrikirche zu erhalten. 1740 wechselte Grulich in dieser Funktion an den Freiberger Dom. Zwei Jahre darauf ging er als Archidiakon und dann Pfarrer nach Torgau. Am 19. November 1744 promovierte er, wiederum in Wittenberg, zum Doktor der Theologie. In der Folge wurde Grulich Oberpfarrer und 1745 Superintendent in Torgau, wo er bis zu seinem Lebensende verblieb.
Grulich trat als Autor von Schriften pädagogischen Inhalts hervor, die einen praktischen und erbaulichen Inhalt hatten. Bei seinen ca. 30 verfassten Schriften waren zum Beispiel Gebets- und Kommunionsbücher. Mitunter waren diese auch liturgischer Natur und beschäftigten sich mit den Wissenschaften der Glaubens und christlichen Sittenlehre.

## Werke
- Annales von 1409-1629, (Handschrift 1717).
- Annales theologico ecclesiasti, 1734.
- Historischer Sabbath, 1752.
- Betrachtungen der Wege Gottes in der Regierung seiner Kirche, (ohne Jahresangabe).